# Агирре, Гадди
Гадди Аксель Агирре Ледесма (исп. Gaddi Axel Aguirre Ledesma; род. 31 марта 1996, Гвадалахара) — мексиканский футболист, защитник клуба «Атлас».

## Клубная карьера
Агирре — воспитанник клуба «Атлас». 21 января 2016 года в поединке Кубка Мексики против «Скатепека» он дебютировал за основной состав. 13 февраля в матче против «Толуки» он дебютировал в мексиканской Примере.